# 鈴木繁朝
鈴木 繁朝（すずき しげとも、生年不詳‐永禄5年（1562年））は、戦国時代の武将。戦国大名・後北条氏の家臣。通称は兵庫助、金吾。

## 略歴
天文24年（1555年）の第二次川中島の戦いに後北条氏から派遣され、同盟相手の武田方として参戦し武田信玄から感状を賜っている。